# Lambavík
Het Lambavík is een fjord in het eiland Eysturoy behorende tot de Faeröer. Het fjord ligt aan de oostelijke zijde van het eiland en is ongeveer zes kilometer lang. Aan het uiteinde van het fjord ligt de plaats Lamba.